# 定吴高速公路
定边至吴起高速公路，简称定吴高速，为陕西省“2367”高速公路网三条纵线之一“定汉线”的组成路段，陕西省级高速编号“S23”。线路起点位于榆林市定边县贺圈镇石井子村，设枢纽立交与靖边至王圈梁高速公路相接，止于延安市吴起县白豹镇白畔村（陕甘界），接甘肃省打扮梁至庆城高速公路。分为两段建设，其中，吴起至定边段已通车，由陕西省交通控股集团延定分公司负责运营；吴起至华池（陕甘界）段正在建设中，预计2023年建成通车。

## 吴起至定边
简称吴定高速，路线起于吴起县走马台村，与延安至吴起高速公路相接，止于定边县贺圈镇石井子村，与青银线靖边至王圈梁高速公路相接，全长92.217公里。全线共设吴起、吴起北、新安边、杨井、定边南、石井子（枢纽+落地）等6处互通式立交。全线采用双向四车道高速公路技术标准，设计速度80公里/小时，整体式路基宽度24.5米，分离式路基宽度12.25米。桥涵设计汽车荷载采用公路-Ⅰ级，地震动峰值加速度0.05g，其余各项主要技术指标按照《公路工程技术标准》（JTG B01-2014）执行。同步建设吴起北互通立交连接线，长度约14.450公里，采用二级公路技术标准，设计速度60公里/小时，路基宽度10米。

### 工程规模
全线共设桥梁22650.2米/102座（全幅），占路线总长24.562%，其中特大桥3390.58米/3座，大桥17876.14米/75座，中桥1273.32米/19座，小桥110.16米/5座，涵洞58道。全线设隧道5685米/4座（左右线平均），占路线总长6.165%，其中，长隧道4534.5米/2座，中隧道1150.5米/2座。全线设置监控通信分中心1处（与延志吴高速公路吴起匝道收费站合设），监控通信所1处（与定边南匝道收费站合设），匝道收费站4处（吴起北、新安边、杨井、定边南），养护工区2处（吴起北、杨井，分别与匝道收费站合设），服务区2处（吴起北、定边南），停车区1处（定边南）；配套设置隧道变配电房2处、水泵房2处。同步在杨井匝道收费站同址分设交警营房1处。

### 建设历程
2009年2月27日，陕西省交通建设集团发布吴起至定边高速公路工程勘察设计招标公告，并于3月20日确定了中标单位：
| 标段 | 中标单位                   |
| ---- | -------------------------- |
| N1   | 中交公路规划设计院有限公司 |
| N2   | 西安公路研究所             |

2015年3月24日，陕西省交通运输厅组织并召开了吴起至定边高速公路初步设计技术审查会。7月2日，陕西省交通建设集团发布吴定高速试验段的施工招标公告，9月1日公示了中标单位；又于9月11日发布了其他标段的施工招标公告，2016年6月1日公示了中标单位：
| 施工标段 | 起讫桩号           | 路线长度  | 中标单位                       | 中标价（元）   |
| -------- | ------------------ | --------- | ------------------------------ | -------------- |
| LJ-1     | K55+420～K59+700   | 4.280 km  | 中交第四公路工程局有限公司     | 437,978,518.00 |
| LJ-2     | K59+700～K62+260   | 2.560 km  | 江西井冈路桥（集团）有限公司   | 323,050,638.33 |
| LJ-3     | K62+260～K69+910   | 7.650 km  | 湖南省怀化公路桥梁建设总公司   | 274,625,318.00 |
| LJ-4     | K69+910～K76+200   | 6.290 km  | 中铁十局集团第二工程有限公司   | 258,117,178.00 |
| LJ-5     | K76+200～K84+000   | 7.800 km  | 浙江正方交通建设有限公司       | 245,897,787.00 |
| LJ-6     | K84+000～K89+400   | 5.400 km  | 中铁二十四局集团有限公司       | 284,323,625.00 |
| LJ-7     | K89+400～K95+500   | 6.100 km  | 中铁十八局集团第五工程有限公司 | 295,756,524.00 |
| LJ-8     | K95+500～K101+575  | 6.075 km  | 陕西路桥集团有限公司           | 352,172,080.00 |
| LJ-9     | K100+800～K111+530 | 10.730 km | 中铁一局集团有限公司           | 356,113,765.00 |
| LJ-10    | K111+530～K117+700 | 6.170 km  | 中交二公局第三工程有限公司     | 305,430,071.00 |
| LJ-11    | K117+700～K121+400 | 3.600 km  | 中铁四局集团有限公司           | 392,898,974.01 |
| LJ-12    | K121+300～K135+000 | 13.700 km | 中铁五局集团机械化工程有限公司 | 290,423,118.00 |
| LJ-13    | K135+000～K146+981 | 11.981 km | 中铁五局集团有限公司           | 239,674,211.00 |

吴起至定边高速公路于2015年10月20日开工建设。2016年4月11日，陕西省交通运输厅批复了吴起至定边高速公路施工图设计，核定项目预算8,087,414,020元人民币。8月26日，工程建设用地获得中华人民共和国国土资源部国土资函〔2016〕519号文件批复，共计批准683.9434公顷。
2017年1月14日，吴定高速公路控制性工程梁台隧道全线贯通。该隧道位于吴起县梁台村南侧，左线长2102米，最大埋深173.3米；右线长2118米，最大埋深为171.4米。
2018年9月21日，陕西省人民政府以陕政函〔2018〕192号文件批复同意了吴定高速收取车辆通行费。陕西省交通运输厅于同日发布了《关于省级高速公路定汉线吴起至定边段联网收费的通告》。9月23日，吴起至定边高速公路正式建成通车。

## 吴起至华池（陕甘界）
简称吴华高速，路线起于吴起县城以东的吴起街道阳台村，接延志吴高速公路，止于吴起县白豹镇白畔村，接甘肃省打扮梁至庆城高速公路，全长47.563公里（不含省界打扮梁隧道）。全线设吴起东（枢纽）、吴起南、白豹3处互通式立交。全线采用双向四车道高速公路技术标准，设计速度80公里/小时，整体式路基宽度25.5米、分离式路基宽度12.75米；桥涵设计汽车荷载等级采用公路-Ⅰ级，设计洪水频率1/100（特大桥1/300）；地震动峰值加速度0.05g；其余各项主要技术指标按照《公路工程技术标准》（JTG B01-2014）执行。同步建设吴起南互通立交连接线9.55公里，采用二级公路标准，设计速度60公里/小时，路基宽度12米。

### 工程规模
全线共设桥梁21541.13米/76座（全幅），其中特大桥2461.33米/2座、大桥18305.44米/62座、中桥753.82米/11座、小桥20.54米/1座，涵洞24道，桥梁占路线总长45.29%。全线设中隧道2232米/3座（双洞），占路线总长的4.69%。全线共设1处通信监控分中心（吴起南），2处匝道收费站（吴起南、白豹），1处隧道管理站（吴起南），1处养护工区（吴起南）；1处服务区（吴起南）。另设隧道变配电房、消防泵房等附属设施。全线管理、养护及服务设施占地总面积155.6亩，总建筑面积11568平方米。

### 建设历程
2017年2月16日，陕西省交通建设集团公司发布了吴起至华池高速公路工程勘察设计招标公告，并于3月23日公布了第一中标候选人为西安公路研究院，中标价格55,323,992元人民币。4月1日，陕西省交通运输厅发布了吴华高速PPP项目社会投资人招标资格预审公告，估算总投资为57.12亿元人民币。并于6月8日确定了中标人为：以中国铁建股份有限公司为牵头人的联合体，成员包括：中国铁建投资集团有限公司、广德铁建大秦投资合伙企业（有限合伙）、中国铁建大桥工程局集团有限公司、中铁十五局集团有限公司、中铁二十局集团有限公司、陕西路桥集团有限公司。6月12日，西安公路交大建设监理公司和山东格瑞特监理咨询有限公司分别中标吴华高速项目施工监理单位。6月22日，吴起至华池高速公路开工建设。
2020年4月27日，陕西省交通运输厅以陕交函〔2020〕437号文件批复了吴起至华池高速公路的施工图设计，预算投资为5,230,118,611元人民币，由中铁建陕西高速公路有限公司负责建设运营。

## 车辆通行费
根据陕西省高速公路收费中心公布的最新信息显示，吴定高速收费标准如下：
| 类别               | 类别 | 车辆类型            | 核定载人数          | 说明                                             | 收费标准 （元/车公里） |
| ------------------ | ---- | ------------------- | ------------------- | ------------------------------------------------ | ---------------------- |
| 客车               | 1类  | 微型、小型          | ≤9                  | 车长小于6000mm且核定载人数不大于9人的载客汽车    | 0.60                   |
| 客车               | 2类  | 中型乘用车列车      | 10-19—              | 车长小于6000mm且核定载人数为10-19人的载客汽车—   | 1.06                   |
| 客车               | 3类  | 大型                | ≤39                 | 车长不小于6000mm且核定载人数不大于39人的载客汽车 | 1.36                   |
| 客车               | 4类  | 大型                | ≥40                 | 车长不小于6000mm且核定载人数不小于40人的载客汽车 | 1.63                   |
| 类别               | 类别 | 总轴数 （含悬浮轴） | 总轴数 （含悬浮轴） | 说明                                             | 收费标准 （元/车公里） |
| 货车 及专项 作业车 | 1类  | 2                   | 2                   | 车长小于6000mm且最大允许总质量小于4500kg         | 0.50                   |
| 货车 及专项 作业车 | 2类  | 2                   | 2                   | 车长不小于6000mm且最大允许总质量不小于4500kg     | 0.90                   |
| 货车 及专项 作业车 | 3类  | 3                   | 3                   | —                                                | 1.57                   |
| 货车 及专项 作业车 | 4类  | 4                   | 4                   | —                                                | 1.78                   |
| 货车 及专项 作业车 | 5类  | 5                   | 5                   | —                                                | 1.87                   |
| 货车 及专项 作业车 | 6类  | ≥6                  | ≥6                  | —                                                | 2.21                   |

## 沿线设施列表
| 地区                                                                                         | 里程   | 类型                              | 名称         | 连接         | 说明 |
| -------------------------------------------------------------------------------------------- | ------ | --------------------------------- | ------------ | ------------ | ---- |
| 榆林市 定边县                                                                                |        | 枢纽                              | 石井子枢纽   | 靖王高速     |      |
| 榆林市 定边县                                                                                |        | 出入口                            | 定边南       | 307国道      |      |
| 榆林市 定边县                                                                                | 11.117 | 停车场 · 飲料小吃                 | 定边停车区   | 定边停车区   |      |
| 榆林市 定边县                                                                                |        | 隧道                              | 杨井隧道     | 杨井隧道     |      |
| 榆林市 定边县                                                                                |        | 出入口                            | 杨井         | 244国道      |      |
| 榆林市 定边县                                                                                | 39.346 | 停车场 · 加油设施 · 修车站 · 餐厅 | 定边南服务区 | 定边南服务区 |      |
| 榆林市 定边县                                                                                |        | 出入口                            | 新安边       | 244国道      |      |
| 延安市 吴起县                                                                                | 68.000 | 停车场 · 加油设施 · 修车站 · 餐厅 | 吴起北服务区 | 吴起北服务区 |      |
| 延安市 吴起县                                                                                |        | 出入口                            | 吴起北       | 244国道      |      |
| 延安市 吴起县                                                                                |        | 隧道                              | 吴起三号隧道 | 吴起三号隧道 |      |
| 延安市 吴起县                                                                                |        | 隧道                              | 吴起二号隧道 | 吴起二号隧道 |      |
| 延安市 吴起县                                                                                |        | 隧道                              | 吴起一号隧道 | 吴起一号隧道 |      |
| 延安市 吴起县                                                                                |        | 出入口                            | 吴起         | 341国道      |      |
| 延安市 吴起县                                                                                |        | 隧道                              | 中梁隧道     | 中梁隧道     |      |
| 延安市 吴起县                                                                                |        | 隧道                              | 马鞍子隧道   | 马鞍子隧道   |      |
| 延安市 吴起县                                                                                |        | 隧道                              | 花盖梁隧道   | 花盖梁隧道   |      |
| 延安市 吴起县                                                                                |        | 枢纽                              | 吴起东       | 延志吴高速   |      |
| 1.000 英里 = 1.609 千米；1.000 千米 = 0.621 英里 并行路段 • 已关闭／取消 • 限制进入 • 未开放 |        |                                   |              |              |      |